# Asanagi
L'Asanagi (朝凪) est un destroyer de la classe Kamikaze construit pour la Marine impériale japonaise pendant les années 1920.

## Historique
Au moment de l'attaque de Pearl Harbor le 7 décembre 1941, l'Asanagi est affecté dans la 29e division du 6e escadron de destroyers (4e flotte), basé à Truk. Le destroyer assure la couverture de la force d'invasion des îles Gilbert du 8 au 10 décembre 1941, puis est affecté à la deuxième force d'invasion de l'île Wake le 23 décembre.
De janvier à mars 1942, l'Asanagi fournit une couverture pour les débarquements des forces japonaises pendant l'opération R (invasion de Rabaul, en Nouvelle-Bretagne) et l'opération SR (invasion de Lae et de Salamaua). Pendant une patrouille au large de Lae le 10 mars, il est légèrement endommagé par une attaque à la mitrailleuse, l'obligeant à retourner à Sasebo pour des réparations en avril. Les réparations achevées en juin, l'Asanagi escorte des convois entre Sasebo et Truk. Au cours de la bataille de la mer de Corail du 7 au 8 mai 1942, l'Asanagi est affecté à la force d'invasion de l'opération Mo pour Port Moresby, en Nouvelle-Guinée. Lorsque cette opération est annulée, il retourne à Sasebo pour de nouvelles réparations.
L'Asanagi retourne à Rabaul à la mi-juillet pour couvrir les débarquements japonais sur Buna. Alors qu'il opérait à Buna, l'Asanagi s'échoue accidentellement sur un récif corallien en manœuvrant afin d'échapper à un raid aérien. Ces dommages le contraint à retourner à Yokosuka pour y être réparé. En septembre et novembre 1943, il patrouille dans le Pacifique central et entre Truk, Rabaul et les îles japonaises.
En 1944, l'Asanagi escorte de nombreux convois entre Yokosuka, Truk, les îles d'Ogasawara et les îles Mariannes. À son retour de Saipan le 20 mai 1944, le destroyer est torpillé et coulé à 200 milles (320 km) à l'ouest nord-ouest de Chichi-jima, dans les îles Ogasawara, à la position 28° 20′ N, 138° 57′ E, par le sous-marin USS Pollack.
L'Asanagi est rayé des listes de la marine le 10 juillet 1944.